# Pirouettes du Vieux Moulin
Les Pirouettes du Vieux Moulin sont une attraction unique du parc Disneyland ayant existé entre 1993 et 2002 et évoquant Le Vieux Moulin (The Old Mill), l'un des premiers films en couleur de Walt Disney Pictures de la série Silly Symphonies.
Le concept remonte à 1954 pour le parc américain Disneyland, mais cette attraction n'est finalement pas construite. Trente-cinq ans plus tard, un Imagineer (ou « imaginieur »), se rappelant avoir vu le croquis original, le fait ressortir des archives et s'en inspire pour construire l'attraction dans le parc français.

## Attraction
Le parc Disneyland comprend depuis son ouverture en 1992 un petit restaurant hébergé dans un moulin situé entre l'Alice's Curious Labyrinth et It's a Small World. Cette section, conçue pour rappeler le Benelux, est l'objet d'une restructuration en 1993 afin d'attirer plus de visiteurs. Plusieurs petites attractions voient le jour, dont Casey Jr Circus Train et Storybook Land Canal, construits derrière la ligne de chemin de fer du Disneyland Railroad, dans le prolongement de la zone Fantasyland.
De plus, une grande roue faite avec des seaux en bois est ajoutée derrière le moulin pour en faire une attraction. Fonctionnant de manière intermittente, l'attraction est fermée en hiver en raison des conditions météorologiques. Les seaux servent alors de décor de Noël et sont remplis de cadeaux.
L'attraction, fermée durant toute l'année 1999 puis rouverte en 2000, est depuis 2002 totalement fermée. Les seaux sont retirés en 2011 et le quai est transformé en espace réservé aux fumeurs. Toutefois, le moulin accueille toujours un snack-bar.
- Ouverture : 6 juin 1993[2],[3]
- Réouverture : 2000
- Fermeture : 1999 puis 2002
- Nombre de seaux : 8
- Capacité : 4 personnes par seau (soit 32 personnes)
- Durée du tour : 3 minutes
- Type d'attraction : roue à seaux
- Constructeur : Zierer
- Situation : 48° 52′ 30″ N, 2° 46′ 30″ E